# ألد جيمس
ألد جيمس (بالإنجليزية: Aled James)‏ هو لاعب دوري الرغبي بريطاني، ولد في 17 فبراير 1982 في Caerphilly ‏ في المملكة المتحدة.